# Cargninia
Cargninia es un género extinto de Lepidosauria basal, del período Triásico. Él vivió durante el Triásico Superior (Cárnico y Noriense) en lo que hoy es la ciudad de la Faxinal do Soturno en Geopark Paleorrota, Rio Grande do Sul, Brasil. Es conocido a partir del holotipo UFRGS PV 1027 T es una dentadura parcial se recuperó en la Formación Caturrita. Cargninia fue nombrado por José Fernando Bonaparte, Cesar Leandro Schultz, Marina Bento Soares y Agustín G. Martinelli en 2010 y la especie tipo es Cargninia enigmática. El nombre del género honra lo sacerdote Daniel Cargnin, un coleccionista de fósiles de Brasil, y el nombre específico significa "enigmático", en referencia a la posición basal en el Lepidosauria.